# William Barclay
William Barclay (Aberdeenshire, 1546 – Angers, 3 de julho de 1608) foi um jurista escocês.

## Biografia
Ele nasceu em Aberdeenshire em 1546 e foi educado na Universidade de Aberdeen. Em sua juventude, frequentou a corte da Rainha Maria, onde dizem ter dissipado sua fortuna. Por volta de 1571 emigrou para a França, onde se dedicou ao estudo do Direito, primeiro em Paris e depois na Universidade de Burges, sob a orientação de Jacques Cujas, Hugo Donellus e Côncio. Logo depois de tirar o grau de Doutor em Direito, começou a lecionar direito na universidade. Seu tio Edmund Hay, um jesuíta, reitor da recém-fundada universidade de Pont-à-Mousson, recomendou-o a Carlos III, duque da Lorena, que, além de nomeá-lo professor titular de direito civil da universidade, o nomeou também conselheiro de Estado e mestre das petições. Em 1581, Barclay casou-se com Anne de Malleviller, uma senhora da Lorena, com quem teve um filho, João. O filho que os jesuítas se esforçaram para atrair para sua Ordem, porém, a resistência do pai aos seus esforços provocou sua inimizade e Barclay perdeu o patrocínio do duque da Lorena, e considerou aconselhável em 1603 renunciar à sua cadeira.
Em 1600, ele publicou em Paris sua obra mais importante, De Regno et Regali Potestate, adversus Buchananum, Brutum, Boucherium, et reliquos Monarchomachos. A obra foi dedicada a Henrique IV da França e consistia em seis livros, os dois primeiros sendo dedicado a uma refutação dos argumentos de George Buchanan em seu diálogo, De Jure Regni apud Scotos; o terceiro e o quarto sendo dirigidos contra os Vindiciæ contra Tyrannos de Hubert Languet, que escreveu sob o nome de Stephanus Junius Brutus; e os dois últimos a um exame do tratado, "De Justa Henrici III Abdicatione e Francorum Regno", escrito por Jean Boucher, o médico sedicioso da Sorbonne. A doutrina de Buchanan de que todo poder é derivado do povo que ele se esforça para refutar por uma referência ao sistema patriarcal e a nomeação de um rei sobre o povo judeu por Deus. Ele, no entanto, admite a possibilidade em certos casos de o rei agir de modo a desarmar a si mesmo e, portanto, tornar lícito resistir à sua vontade. As opiniões de Barclay são discutidas com certa profundidade no Civil Government de John Locke, que o nomeia "o grande defensor do poder e da santidade dos reis". Um ano antes da publicação da obra de Barclay Jaime VI da Escócia havia publicado seu Basilicon Doron e, possivelmente, Barclay foi levado a renunciar à sua cadeira e mudar para a Inglaterra pela esperança de que Jaime, que acabara de suceder à coroa inglesa, pudesse estar inclinado a manifestar um favor especial a um distinto defensor de suas próprias opiniões a respeito do direito divino dos reis. Chegando à Inglaterra, ele recebeu uma considerável preferência de Jaime VI com a condição de se tornar membro da Igreja da Inglaterra. Ele recusou a oferta e retornou à França em 1604.
A cadeira de direito civil em Angers estava vaga desde 1599, e tal era a fama de Barclay na França que assim que seu retorno a Paris foi conhecido uma delegação foi enviada, solicitando sua aceitação da cadeira. Além disso, não obstante a forte oposição de dois professores, foi nomeado reitor da faculdade de direito, nomeação confirmada por decreto especial da universidade de 1 de fevereiro de 1605. Possivelmente para impressionar seus adversários com a dignidade de sua posição, ele estava acostumado, quando ia dar aula, a ser vestido com um manto esplêndido forrado de arminho, com uma corrente volumosa de ouro ao redor do pescoço, e a ser atendido por seu filho e dois criados. Pouco depois de sua nomeação, publicou em Paris In Titulos Pandectarum de Rebus Creditis et de Jurejurando. Na dedicatória da obra ao Rei Jaime, ele mencionou sua intenção de escrever um livro para registrar o caráter e as ações de sua majestade. Este propósito ele nunca cumpriu. Morreu em Angers em 3 de julho de 1608 ("Actes de l'État Civil d'Angers, paroisse Saint-Manville", citado por M. Dubois em seu "Discours" em Barclay) e foi enterrado nos Cordeliers.

## Obras
Seu trabalho principal foi De Regno et Regali Potestate (Paris, 1600), uma defesa extenuante dos direitos dos reis, na qual ele refuta as doutrinas daqueles que ele chama de monarcômacos: George Buchanan, "Junius Brutus" (Hubert Languet ou Philippe de Mornay) e Jean Boucher, um dos principais membros da Liga Católica Francesa.
Um tratado que ele havia escrito, De Potestate Papæ: an, et quatenus, em Reges et Principes seculares jus et imperium habeat, foi publicado em 1609, provavelmente em Londres, sem uma indicação do local de publicação, e no mesmo ano em Mussiponti (Pont-à-Mousson), com um prefácio de seu filho. Foi dirigido contra as reivindicações do papa de exercer autoridade em questões temporais sobre soberanos, e produziu uma impressão tão grande na Europa que o cardeal Belarmino considerou necessário publicar um elaborado tratado contra ele, afirmando que o papa, em virtude de sua espiritualidade supremacia, possui um poder em relação às questões temporais que todos são obrigados a reconhecer como supremo. Uma tradução inglesa da obra de Barclay apareceu em 1611. Também está incluída na Monarchia de Melchior Goldast, publicada em 1621. O tratado sobre o Digesto foi inserido pelo jurista Everardi Ottonis em seu Thesaurus Juris Romani, 1725-1729 . O De Regno e o De Potestate Papæ foram ambos reimpressos com frequência.

## Leituras adicionais
- Chambers, Robert. «Barclay, William». A biographical dictionary of eminent Scotsmen (em inglês). 1 1857 ed. Glasgow: Blackie and Son. pp. 157–158
- «Barclay, William (1547-1608)». Dictionary of National Biography. Londres: Smith, Elder & Co. 1885–1900
- Ernest Dubois, Guillaume Barclay jurisconsulte écossais, professeur à Pont-à-Mousson et à Angers, 1546-1608 (Nancy/Paris, 1872)
- Claude Collot, L'école doctrinale de droit public de Pont-à-Mousson (Pierre Grégoire et Guillaume Barclay) fin du XVIe siècle (1965)
- David Baird Smith, ‘William Barclay’, Scottish Historical Review, 11 (1913–14): 136–63.
- S. Nicholls, ‘Catholic resistance theory: William Barclay versus Jean Boucher’, History of European Ideas, 44, 4 (2018): 404-418.